# Umskiptar
Umskiptar (с др-сканд. — Метаморфо́зы) — девятый студийный альбом норвежского музыкального проекта Burzum, выход которого состоялся 21 мая 2012 года.

## Об альбоме
Альбом выпущен на лейбле Byelobog Productions в двух вариантах — регулярном и специальном, представляющим собой двухпанельный диджипак, выполненный в виде книги, как единое целое с буклетом. Также Back On Black издали выпуск на двойной грампластинке.
Весь текст композиций на альбоме автор черпал из известной песни «Старшей Эдды» — Vǫluspá (др.-сканд. [ˈwɔluˌspɑː], рус. Прорица́ние Вё́львы). Изображение на обложке альбома являет собой часть полотна норвежского художника Петера Арбо на тему германо-скандинавской мифологии — богиня ночи Нотт скачет на коне Хримфакси.

## Список композиций
| №                   | Название            | Перевод                                       | Длительность |
| ------------------- | ------------------- | --------------------------------------------- | ------------ |
| 1.                  | «Blóðstokkinn»      | Soaked in Blood (Пропитанная кровью)          | 1:16         |
| 2.                  | «Jóln»              | Deities (Божества)                            | 5:51         |
| 3.                  | «Alfadanz»          | Elven Dance (Танец альвов)                    | 9:22         |
| 4.                  | «Hit helga Tré»     | The Sacred Tree (Священное древо)             | 6:51         |
| 5.                  | «Æra»               | Honour (Честь)                                | 3:58         |
| 6.                  | «Heiðr»             | Esteem (Почёт)                                | 3:02         |
| 7.                  | «Valgaldr»          | Song of the Fallen (Песня падших)             | 8:03         |
| 8.                  | «Galgviðr»          | Gallow Forest (Лес из повешенных)             | 7:16         |
| 9.                  | «Surtr Sunnan»      | Black from the South (Огненный великан с юга) | 4:14         |
| 10.                 | «Gullaldr»          | Golden Age (Золотой век)                      | 10:20        |
| 11.                 | «Níðhöggr»          | Attack from Below (Грызущий снизу)            | 5:00         |
| Общая длительность: | Общая длительность: | Общая длительность:                           | 65:13        |